# Nombre hémiparfait
Ne doit pas être confondu avec Nombre semi-parfait.
En théorie des nombres, un nombre hémiparfait est un entier naturel n dont la somme des diviseurs σ(n) est égale au produit de n et d'un demi-entier.
Pour tout entier naturel k impair, on dit que n est k-hémiparfait si σ(n) = k/2 × n.
Par exemple, 24 est 5-hémiparfait car {\displaystyle \sigma (24)=1+2+3+4+6+8+12+24=60={\frac {5}{2}}\times 24}.